# Ferrule
Cet article possède un paronyme, voir férule.
Une ferrule (corruption du latin virole) est l'un des nombreux types d'objets, généralement utilisés pour fixer, joindre, sceller ou renforcer. 

## Description
Il s'agit souvent d'anneaux circulaires étroits en métal ou, plus rarement, en plastique. Les bagues sont aussi souvent appelées œillets dans l'industrie manufacturière.
La plupart des bagues sont constituées d'une pince circulaire utilisée pour maintenir ensemble et attacher des fibres, des fils ou des poteaux, généralement en sertissant ou déformant la bague pour la serrer de façon permanente sur les pièces qu'elle maintient.